# Nikkor

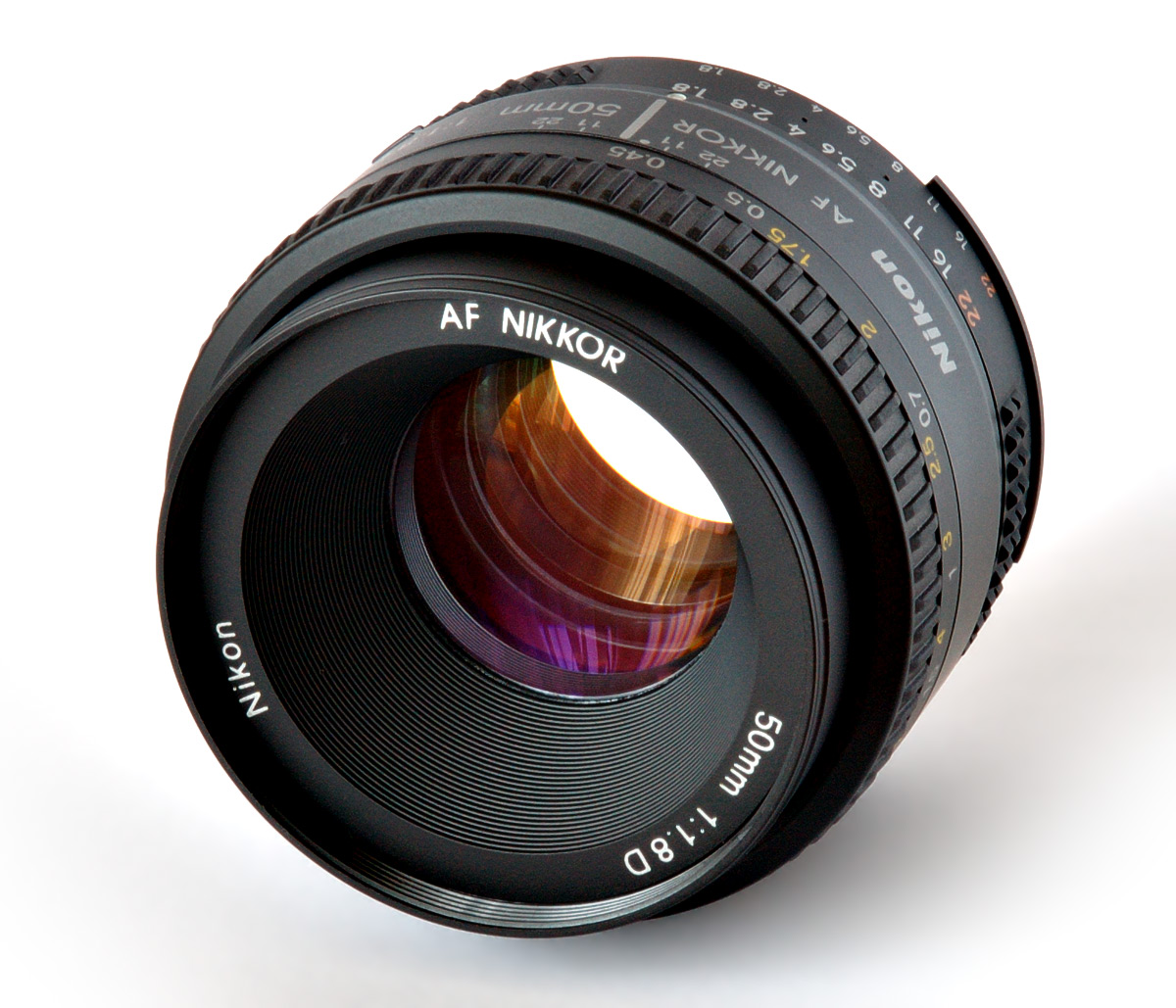
Objektiv Nikkor 50mm f/1.8 pro Nikon F-mount.

Nikkor jsou objektivy kompatibilní s fotoaparáty značky Nikon, nejstaršími fotoaparáty Canon, fotoaparáty Fujifilm S1 až S5 Pro a Kodak DSC-14n Professional. Nově se vyrábějí i pro scan-fotoaparáty od Pentaconu.

## Typy
- Nikkor AF-S, AF-I - vestavěný motor pro možnost automatického zaostřování u SLR bez vestavěného ostřícího motoru, všemi ostatními Nikkory se u takových fotoaparátů ostří manuálně.
- Nikkor AF, AF-D - bez ostřícího motoru
- Nikkor MF - vždy manuální ostření
- Nikkor Ai, Ai-S - jedny z prvních objektivů, manuální ostření
- Nikkor IX - objektivy pro Nikon Pronea, se současnými zrcadlovkami nekompatibilní
- Medical-Nikkor - pro lékařské účely
- Micro-Nikkor - na fotografování makra
- Fisheye-Nikkor - rybí oko, extrémně širokoúhlý
- Printing-Nikkor - vyvinuté speciálně pro modely E2
Objektivy Nikkor s označením ED mají kvalitní skla, které nemají téměř žádnou chromatickou aberaci a jiné vady.